# Escuela Catedralicia de Vilna
La Escuela Catedralicia de Vilna es una escuela catedral adjunta a la Catedral de Vilna, en el país europeo de Lituania. Se cree que fue la primera escuela en el Gran Ducado de Lituania. Por cerca de un centenar de años fue la única escuela católica en Vilna (posiblemente debido a un privilegio real que prohibía el establecimiento de otras escuelas).  La escuela de la catedral se fusionó con la Academia de Vilna (ahora Universidad de Vilna), creada por los jesuitas en 1570 . La fecha exacta de su creación es desconocida, pero tiene que ser en algún momento entre la cristianización de Lituania en 1386 y la primera mención de la escuela en las fuentes escritas, el 9 de mayo de 1397. Al principio fue una escuela primaria, desarrollándose como una escuela secundaria en el primer semestre del siglo XV.